# Drimys
Drimys J.R.Forst. & G.Forst. è un genere di piante floreali arboree sempreverdi della famiglia Winteracee, nativo dell'ecozona neotropicale.

## Distribuzione e habitat
Il genere è diffuso dal Messico a tutto il Sud America). Winteraceae è una famiglia di piante dicotiledoni primitive, associata alla flora antartica dell'emisfero australe ed evolutasi nel supercontinente Gondwana durante l'era mesozoica.

## Tassonomia
Il genere comprende le seguenti specie:
- Drimys andina Reiche (sin. D. winteri var. andina R.A.Rodr. & Quez.); nativa di Cile e Argentina.
- Drimys angustifolia Miers
- Drimys brasiliensis Miers; diffusa dal Brasile meridionale al sud del Messico.
- Drimys confertifolia Phil.; endemica delle isole Juan Fernández dove costituisce una delle specie arboree dominanti delle foreste di pianura e bassa montagna dell'arcipelago.
- Drimys granadensis L.f.; dal Messico meridionale al Perù.
- Drimys roraimensis (A.C.Sm.) Ehrend., Silberb.-Gottsb. & Gottsb.
- Drimys winteri J.R.Forst. & G.Forst.; Cile meridionale e Argentina sudoccidentale.

In precedenza, il genere includeva anche un certo numero di specie dell'ecozona australasiana, come il pepe della Tasmania (Tasmannia lanceolata). Recenti studi di filogenetica hanno però indotto i botanici a suddividere il genere in due taxa distinti, mantenendo la classificazione originaria per le specie neotropicali e riclassificando sotto il genere Tasmannia le specie australasiane.

## Usi
Come la maggior parte dei membri della famiglia Winteraceae, le specie di questo genere hanno corteccia e foglie aromatiche e sono parzialmente utilizzate, in fitoterapia, per l'estrazione di oli essenziali.